# Addison Timlin
Addison Timlin (Philadelphia (Pennsylvania), 29 juni 1991) is een Amerikaanse actrice.

## Carrière
Timlin begon in 2000 met acteren in het theater met de musical Annie. In 2003 maakte zij haar debuut op Broadway met de musical Gypsy als baby Louise. Zij begon in 2005 met acteren voor televisie in de film Derailed, waarna zij nog meerdere rollen speelde in films en televisieseries. 

## Filmografie

### Films
- 2019 All Roads to Pearla - als Pearla
- 2019 Feast of the Seven Fishes - als Katie
- 2019 Life Like - als Sophie
- 2019 When I'm a Moth - als Hillary
- 2019 Depraved - als Shelley
- 2017 Submission - als Angela Argo
- 2017 Like Me - als Kiya
- 2016 Fallen - als Lucinda Price
- 2016 Girl in the Box - als Colleen Stan
- 2016 Chronically Metropolitan - als Layla
- 2016 Little Sister - als Colleen Lunsford
- 2016 Long Nights Short Mornings - als Rapunzel
- 2014 The Town That Dreaded Sundown - als Jami
- 2014 That Awkward Moment - als Alana
- 2013 Odd Thomas - als Stormy Liewellyn
- 2013 Love & Air Sex - als Haley
- 2012 Best Man Down - als Ramsey
- 2012 Stand Up Guys - als Alex
- 2010 Day One - als Hunter
- 2008 Afterschool – als Amy
- 2005 Derailed – als Amy Schine

### Televisieseries
Uitgezonderd eenmalige gastrollen.
- 2017-2018 StartUp - als Mara Chandler - 16 afl.
- 2012 Zero Hour – als Rachel - 13 afl.
- 2011 Californication – als Sasha Bingham – 6 afl.
- 2008 Cashmere Mafia – als Emily Draper – 5 afl.
- 2006 3 lbs. – als Charlotte Hanson – 3 afl.

- Biblioteca Nacional de España: XX5787372
- Gemeinsame Normdatei: 1153717352
- International Standard Name Identifier: 0000 0004 0326 6357
- Library of Congress Control Number: no2013045993
- Nederlandse Thesaurus van Auteursnamen: 377058750
- Système universitaire de documentation: 190030100
- Virtual International Authority File: 311816467
- WorldCat: E39PBJf4cw9kvtdfyfQqtMvfv3